# San Vicente Chicoloapan
San Vicente Chicoloapan o Chicoloapan de Juárez es una población mexicana y cabecera municipal del municipio de Chicoloapan, está ubicada al centro del municipio, en el Estado de México. Lugar de nacimiento del ilustre Carlos Ballarta y del Chef Carlos Santos  